# 恶魔城 晓月圆舞曲
《恶魔城 晓月圆舞曲》是由科樂美開發的動作遊戲。本作是Game Boy Advance平台上惡魔城系列的第三作，同時也是最後一作。

## 情节
游戏的故事发生于2035年9月2日，那时全日本都期待著天文奇觀─日全蝕的到來。高中生來須蒼真與青梅竹馬的白馬彌那一同前往白马神社观赏日全食，却在途中忽然失去意识。待到苏醒，苍真发现自己已然置身于一个完全陌生的城堡。在与城堡中的怪物战斗的过程中，苍真发现自己具有将怪物的魂化为己用的力量，然而身旁的弥那却被怪物打伤了。苍真遵循忽然出现的神秘男子有角幻也的建议，决定去探索城堡以寻找治疗弥那的方法。苍真在探索城堡的过程中遇见了形形色色的人，得知这里是魔王德古拉伯爵的居处。伯爵虽然已经在1999年毁灭，但又出现了自称是伯爵转世的格拉汉姆。苍真决定用自己的力量去制止格拉汉姆。
- 结局1（Normal Ending）

击败了格拉汉姆之后，城堡开始崩溃。苍真和朋友们一起逃了出来。而有角幻也暗暗的叹了一口气。也许这座没有主人的城堡还会继续寻找下一个主人吧……
在城堡的角落里，三本记载了魔王之力的书闪闪发亮……
- 分歧

找到记载魔王之力的书后，苍真用书中所记载的魔王力量击败了格拉汉姆。谁知此时恶魔城突然开始发生剧烈的震荡，无数的黑暗能量聚集到了苍真身上……
前世的记忆觉醒。原来，苍真才是德库拉本人的转世之身！
及时赶到的有角幻也告诉苍真，德库拉的魔力中带有大量的负面情感。如果什么都不做的话，苍真早晚会被这些情感所吞没，再次成为黑暗意志的傀儡，如同原来的伯爵一样……
而唯一能够解决的办法，就是前往由精神所组成的【混沌世界】之中，击溃一切负面意志的集合体【卡奥斯】。
有角幻也用自己的魔力稳定住了黑暗魔力对苍真的侵蚀。但即便如此，时间仍是不多了……
在前往【混沌】的过程中，苍真被赶来的J拦住。原来，J的真名是【尤里乌斯·贝尔蒙特】，36年前正是他彻底消灭了德库拉伯爵。为了确认苍真是否已经被黑暗力量所侵蚀，尤里乌斯和苍真展开了壮烈的战斗……
最终尤里乌斯战败。然而，苍真却清楚地感到，尤里乌斯并没有使出最强大的力量……也许他还相信着苍真心中作为“人”的部分吧。
尤里乌斯和苍真定下约定——如果苍真彻底堕入了黑暗，那么尤里乌斯就会像他的前辈一样，执行身为吸血鬼猎人一族的责任，消灭恶魔。
苍真终于进入了混沌世界。在意外听到所有朋友们的鼓励之后，苍真毅然开始了他最后的战斗……
- 结局2（Bad Ending）

虽然尽了全力，苍真终归还是输给了自己心中的黑暗。于是，彻底失去了人性的德库拉伯爵完全的重生了。
在城门口，尤里乌斯苦涩的叹了一口气，然后坚定的拿起千年的传承之宝【圣鞭·吸血鬼杀手】，像历代的祖先一样，再次踏上了征程。
- 结局3（Good Ending）

壮绝的战斗后，苍真战胜了自己心中的黑暗。然后，他的意识陷入了一片白光之中。
他隐约听到了所有的朋友和他告别的声音。
醒来的时候，他已经回到了白马神社的门口。遥远的天空中，恶魔城已经崩溃了。看着身边巧笑嫣然的弥娜，也许失去身为黑暗伯爵的力量也不是什么坏事吧……
生活就这么平静的继续着，直到一年以后……
本游戏的故事時間和尤里烏斯‧貝爾蒙多完全消滅德古拉的時間均以現實世界已發生或將發生的日全食為依據。

## 角色
- 來須蒼真（声优：綠川光）

住在白馬町的18歲少年，某日前往青梅竹馬家觀望日蝕時，意識逐漸模糊，之後身在惡魔城接受有角幻也的指導，尋找脫出惡魔城的方法。
是一名被白马神社的神主捡到的孤儿。捡到时身上戴着一块红色的石头（即无罪叹息中马提亚斯拥有的深红之石）。平时性格冷酷，朋友不多，不过和弥那关系很好。
事實上他是德古拉的靈魂轉世的，身上仍舊帶著一丁點的黑暗力量（即德库拉支配灵魂的“支配之力”），不過得在惡魔城方能施展開來，他之所以會被吸進日蝕是因為整個惡魔城的黑暗魔力將他強硬拉過來的。
- 白馬彌那（声优：高梁碧）

白馬町的神社巫女，18歲，也是來須蒼真的青梅竹馬，一樣被吸入到藏於日蝕的惡魔城。
性格温柔，很关心苍真。
- J（声优：龍谷修武）

一個失憶的55歲中年男子，他對於1999年跟德古拉這兩個名詞、以及自己身上的強大力量特別感到害怕，但還是糊里糊塗地闖進惡魔城，想了解大半輩子的糊塗人生跟過去的記憶跟這座城是否有關連...
本名尤里烏斯‧貝爾蒙多，於1999年8月11日完全消滅德古拉的吸血鬼獵人。
战力绝强，即便是失忆的时候对德库拉也依然持有“他敢再出来我就敢再灭了他”的态度。
- 洋子‧貝爾南堤斯（声优：高梁碧）

教會所屬的魔法師家族後裔，本次受教會之託，進入惡魔城觀察情況兼阻止新興宗教教主的活動，和彌那十分的親近。
是恶魔城3中，塞珐=贝尔南提斯的后裔。
- 有角幻也

日本政府一個機密情報機關的探員，因應日蝕的復出跟新興宗教教主的活動去向而闖入惡魔城，似乎對1999年的預言事件知之甚詳。
之後遊戲的後續作-蒼月的十字架就直接點名，他就是德古拉的兒子艾卡多，對於親生父親的轉世跟被吸入惡魔城這檔事完全不感到意外，後來他指引蒼真去對抗蒼真自己轉世前原有的黑暗力量
（有角=ARIKADO=ARUKADO=ALUCARD，幻也=（所）幻（化出来的人）也）
- 哈瑪（声优：稻田徹）

一位壯年34歲的軍人，受到軍隊所託而闖進惡魔城探查情報，自己後來不管上頭的交代，利用惡魔城的支配之力（創造物質）這一個特點，在城入口開了間只有來須蒼真會光顧的迷你商店，兼賣一些奇怪的中古武器裝備跟生活物資，最後他與來須蒼真結為好友，離開惡魔城後他蒐集的裝備跟金錢讓他發了一筆財富。
- 葛拉漢‧瓊斯

一個新興宗教的創立者兼教主，對於德古拉被滅之年與自己的出身年非常在意，認為自己才是德古拉的魔力繼承者而跑到惡魔城尋找力量。
其实这个预言跟他没什么关系……

## 遊戲特色
本作的主角並非使用鞭子作为主要的攻擊武器。
特殊的「魂」系統，使主角可以使用敵人的武器或技能。
- 「魂」分有：
  - 灰色的魂：自動裝備和啟動，增加一些基本能力，不消耗MP。
  - 紅色的魂：相當於副武器，消耗MP。
  - 藍色的魂：屬於輔助的能力；變身或是召喚使魔及防禦，消耗MP。
  - 黃色的魂：附加一些能力和特性，例如LUK+1，不消耗MP。